# Mieczysław Maciejowski
Mieczysław Maciejowski (ur. 5 maja 1886 w Wilanowie, zm. 17 maja 1940 w Baile Herculane, w Rumunii) – generał brygady Wojska Polskiego, kawaler Orderu Virtuti Militari.

## Życiorys

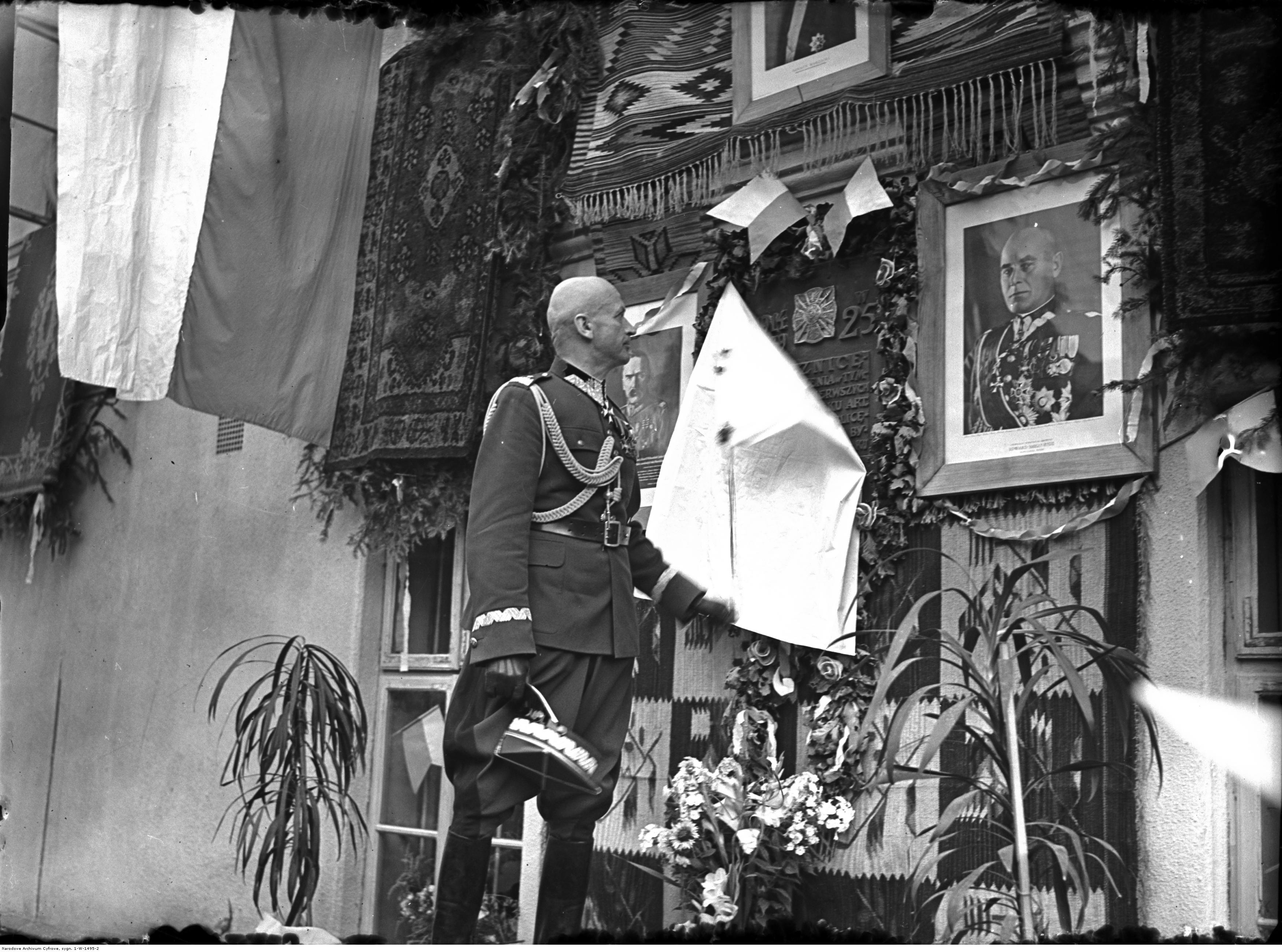
Gen. bryg. Mieczysław Maciejowski odsłania tablicę upamiętniającą XXV-lecie czynu legionowego na budynku koszar 6 pal w Przegorzałach; sierpień 1939 r.

Mieczysław Maciejowski urodził się 5 maja 1886 w Wilanowie, w rodzinie Stanisława i Natalii z Okońskich. Egzamin dojrzałości złożył w 1907 w Niżnym Nowogrodzie, po czym przez 10 miesięcy studiował na Wydziale Budowy Maszyn Politechniki Lwowskiej.
5 sierpnia 1914 wstąpił do Legionów Polskich, otrzymując przydział do artylerii. We wrześniu 1914 został oficerem prowiantowym w komendzie 1 pułku artylerii. Od maja do lipca 1917 był komendantem Szkoły Podchorążych Artylerii przy 1 pułku artylerii w Górze Kalwarii. Po kryzysie przysięgowym, od sierpnia 1917 do stycznia 1918, został internowany w obozie w Beniaminowie.
W listopadzie 1918 wstąpił do Wojska Polskiego, otrzymując przydział do 9 pułku artylerii polowej, w którym do 31 stycznia 1919 dowodził baterią. Następnie był dowódcą I dywizjonu 2 pułku artylerii polowej. W listopadzie 1919 ukończył IV kurs w Centrum Studiów Artyleryjskich w Warszawie.
Od 1 lutego do 4 maja 1920 dowodził dywizjonem najpierw w 7 pułku artylerii polowej, a następnie w 2 pułku artylerii polowej Legionów. 5 maja powierzono mu pełnienie obowiązków oficera sztabowego Generalnego Inspektoratu Artylerii. Na tym stanowisku 15 lipca 1920 został zatwierdzony w stopniu majora artylerii, w grupie oficerów byłych Legionów Polskich. 13 listopada 1920 objął funkcję dowódcy Grupy Szkolnej Artylerii przy Stałym Kursie Artylerii w Toruniu.
Od listopada 1921 był zastępcą dowódcy Stałego Kursu Artylerii. 23 lutego 1922 powierzono mu funkcję komendanta Szkoły Młodszych Oficerów Artylerii w Toruniu. 3 maja 1922 został zweryfikowany w stopniu podpułkownika. 17 maja 1922 roku odznaczono go orderem wojskowym „Virtuti Militari" V klasy. 26 stycznia 1923 objął obowiązki dowódcy 20 pułku artylerii polowej w Prużanie, którym dowodził do maja 1927. 16 marca 1927 został awansowany na pułkownika. W tym też roku na przełomie czerwca i lipca ukończył kurs w Centrum Studiów Taktycznych Artylerii w Metzu, po czym został dowódcą 26 pułku artylerii polowej w Skierniewicach. Od stycznia 1929 był słuchaczem kursu wyższych dowódców artylerii. W styczniu 1930 został zwolniony ze stanowiska dowódcy 26 pap i mianowany dowódcą 7 Grupy Artylerii w Poznaniu. 1 grudnia 1930 został wyznaczony na stanowisko szefa Departamentu Uzbrojenia Ministerstwa Spraw Wojskowych. 11 grudnia 1930, w kasynie 14 pap, został pożegnany bankietem wydanym na jego cześć przez korpus oficerów artylerii Okręgu Korpusu Nr VII. W latach 1938–1939 pełnił funkcję zastępcy II Wiceministra Spraw Wojskowych i szefa Administracji Armii. Na stopień generała brygady został mianowany ze starszeństwem z dniem 19 marca 1939 i 5. lokatą w korpusie generałów.
Po kampanii wrześniowej 1939 został internowany w Rumunii. Od 1 października przebywał w obozie generalskim w Băile Herculane, gdzie zmarł 17 maja 1940 (prawdopodobnie śmiercią samobójczą). Był żonaty z Wandą Martin. Pochowany w Baile Herculane.

## Awanse
- chorąży – 29 września 1914
- podporucznik – 9 października 1915
- porucznik – marzec 1918
- kapitan – wrzesień 1918
- major – zatwierdzony 15 lipca 1920 ze starszeństwem z dniem 1 kwietnia 1920
- podpułkownik – zweryfikowany 3 maja 1922 ze starszeństwem z dniem 1 czerwca 1919 i 36 lokatą w korpusie oficerów artylerii
- pułkownik – 16 marca 1927 ze starszeństwem z dniem 1 stycznia 1927 i 2. lokatą w korpusie oficerów artylerii
- generał brygady – 19 marca 1939

## Ordery i odznaczenia
- Krzyż Srebrny Orderu Wojskowego Virtuti Militari nr 7527 (17 maja 1922)[8][1]
- Krzyż Komandorski Orderu Odrodzenia Polski (11 listopada 1938)[9]
- Krzyż Niepodległości (6 czerwca 1931)[10]
- Krzyż Oficerski Orderu Odrodzenia Polski (8 listopada 1930)[11]
- Krzyż Walecznych (dwukrotnie)
- Złoty Krzyż Zasługi (10 listopada 1928)[12]
- Medal Pamiątkowy za Wojnę 1918–1921
- Medal Dziesięciolecia Odzyskanej Niepodległości
- Złota Odznaka Honorowa Ligi Obrony Powietrznej i Przeciwgazowej I stopnia[13]
- Wielki Oficer Orderu Świętego Sawy (Jugosławia, zezwolenie w 1933)[14]
- Order Miecza II klasy (Szwecja, 1938)[15]